# Cindy Berger
Cindy Berger, geboren als Jutta Gusenburger (Völklingen (Saarland), 26 januari 1948) is een Duitse zangeres.
Ze ging bij een band zingen als Jutta und das Quintett Royal, in 1965 veranderden ze hun naam in Cindy & Bert. Ze trouwde met Bert in 1967 en samen kregen ze een zoon, Sascha.
Het duo was heel populair in de jaren 70 en nam zelfs deel aan het Eurovisiesongfestival in Brighton, al werden ze daar wel laatste.
In 1988 ging het koppel uit elkaar en ging ze solo onder de naam Cindy Berger, datzelfde jaar werd ze nog tweede in de preselectie voor het Eurovisiesongfestival.
Ze had ook nog enkele hits en vanaf de jaren 90 tot zijn overlijden in 2012 trad ze nog vaak samen op met Bert.
- Gemeinsame Normdatei: 134629485
- International Standard Name Identifier: 0000 0004 0663 6069
- MusicBrainz: 8a19f419-72e1-4cec-aec9-cd84d3f5e898
- Virtual International Authority File: 79703134
- WorldCat: E39PBJmHHByMPQ6YPYgM7VQKBP